# سیارک ۱۸۱۷۷
سیارک ۱۸۱۷۷ (به انگلیسی: 18177 Harunaga، نامگذاری:2000QK27) هجده هزار و صد و هفتاد و هفتمین سیارک کشف شده‌است که در ۲۴ اوت ۲۰۰۰ کشف شد.
قدر مطلق سیارک برابر ۱۶.۲ است.